# Kráječ vajec

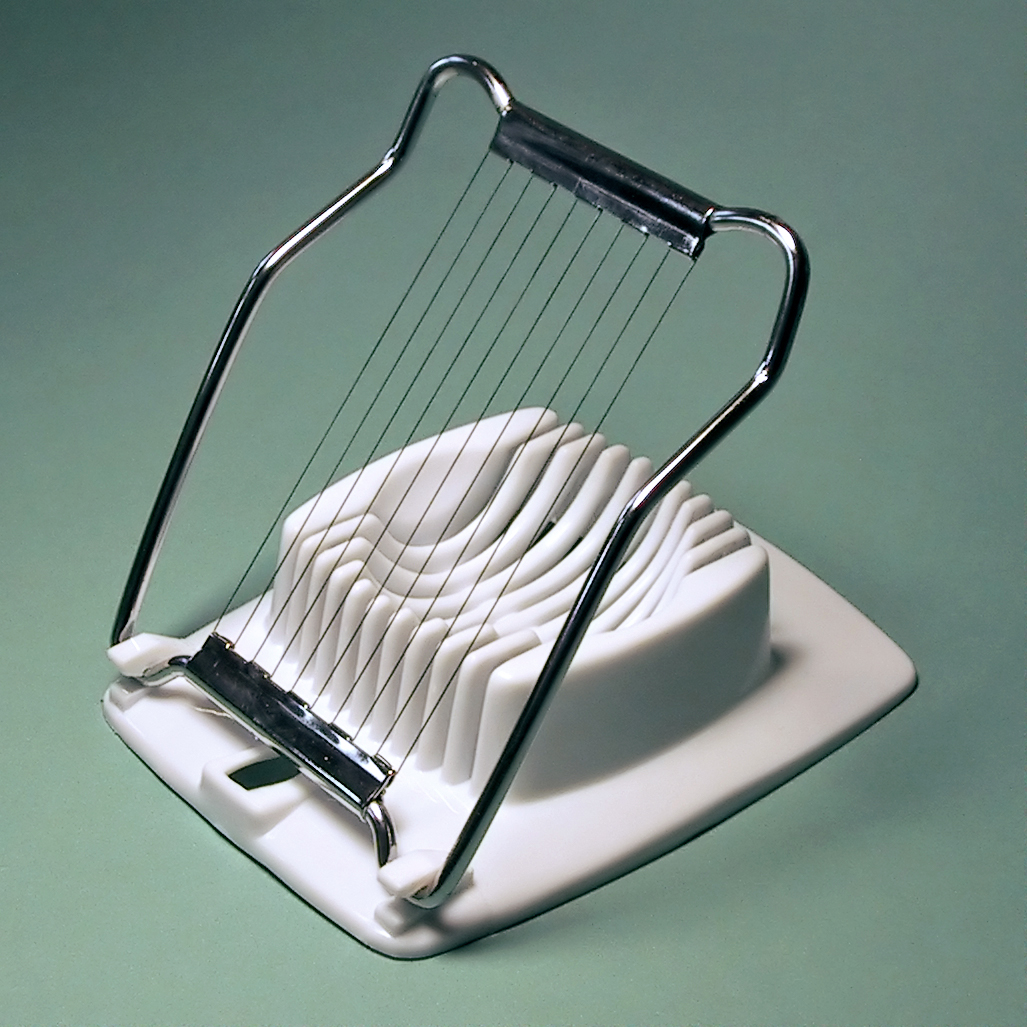
Jednoduchý kráječ z plastu a kovu

Použití kráječe vajec

Kráječ vajec (řidčeji plátkovač vajec) je kuchyňská pomůcka sloužící k nakrájení vajec uvařených natvrdo na stejnoměrně silné plátky. Ty slouží jako pokryv chlebíčků, součást salátů nebo studených („obložených“) mís.
Kráječe vajec sestávají obvykle ze dvou dílů, přičemž spodní díl vyrobený z plastu, hliníku nebo korozivzdorné oceli má žlábek pro uvařené a oloupané vejce s paralelními drážkami, do nichž zapadají tenké dráty nebo struny vrchního dílu natažené taktéž rovnoběžně ve stálých a shodných rozestupech. Přítlakem vrchního dílu dráty vložené vejce rozříznou na plátky. Vrchní díl bývá upevněn kloubově. Otočením takto rozkrojeného vejce jednou nebo dvakrát o 90° a dalším stlačení vrchního dílu vzniknou pruhy nebo kostičky. Existují i kombinované kráječe, které umí vejce nakrájet například na čtvrtiny či šestiny. Na podobném principu, ovšem ve větším měřítku, jsou vyráběny a užívány kráječe pro krájení mozzarelly. 
Kráječ vajec vynalezl kolem roku 1900 německý konstruktér a vynálezce Willy Abel, který si jej nechal v roce 1911 patentovat. V roce 1907 založil v Lichtenbergu u Berlína továrnu Harras-Werke, která vyráběla automaty na poštovní známky pro německou „Říšskou poštu“. Firma vyráběla i kuchyňské potřeby a později i kráječe vajec. Willy Abel, který se věnoval zbraním a strojům a za svůj život získal na své vynálezy 63 patentů, kromě kráječe vajec vynalezl i kráječ na chleba nebo vaflovací železa ve tvaru srdce.